# Armorial des Pairies de France sous l'Ancien Régime

Représentation héraldique d'une couronne ducale, rehaussée du bonnet de la pairie.

Couronne et manteau des ducs et pairs de France (représentés ici avec les colliers des Ordres du roi).

La pairie de France est composée des grands officiers, vassaux directs de la couronne de France, ayant le titre de pair de France. Ils représentent les électeurs primitifs à la royauté à l'époque où la primogéniture n'est pas de règle, et assurent la dévolution de la couronne selon les lois fondamentales du royaume, ainsi que le choix de la régence en cas de minorité.

## Pairs primitifs
Ils furent sans doute, à l'époque de la monarchie franque, les grands princes et vassaux directs qui étaient appelés à désigner le successeur du roi parmi les princes éligibles à la couronne.
Depuis 1180, on les voit chargés d'assurer la succession et être associés à la cérémonie du sacre où ils représentent chacun une fonction symbolique de l'investiture.

### Pairs ecclésiastiques
| Figure | Pairie et blasonnement |
| ------ | --- |
|        | L'archevêque-duc de Reims, En tant que premier des pairs, l'archevêque-duc de Reims sacrait et couronnait le Roi au cours de la cérémonie du Sacre. D'azur, semé de fleurs de lys d'or, à la croix de gueules, brochante sur le tout.                                                                            |
|        | L'évêque-duc de Laon, En tant que titulaire de l'une des anciennes pairies de France, l'évêque-duc de Laon portait la Sainte Ampoule au cours de la cérémonie du Sacre. D'azur, semé de fleurs de lys d'or, à la croix d'argent, chargée d'une crosse de gueules.                                                |
|        | L'évêque-duc de Langres, En tant que titulaire de l'une des anciennes pairies de France, l'évêque-duc de Langres portait le sceptre du Roi au cours de la cérémonie du Sacre. D'azur, semé de fleurs de lys d'or, au sautoir de gueules, brochant sur le tout.                                                   |
|        | L'évêque-comte de Châlons, En tant que titulaire de l'une des anciennes pairies de France, l'évêque-comte de Châlons portait l'anneau du Roi au cours de la cérémonie du Sacre. D'azur, à la croix d'argent, cantonnée de quatre fleurs de lys d'or.                                                             |
|        | L'évêque-comte de Noyon, En tant que titulaire de l'une des anciennes pairies de France, l'évêque-comte de Noyon portait le baudrier du Roi au cours de la cérémonie du Sacre. D'azur, semé de fleurs de lys d'or, à deux crosses d'argent, adossées, brochantes sur le tout.                                    |
|        | L'évêque-comte de Beauvais, En tant que titulaire de l'une des anciennes pairies de France, l'évêque-comte de Beauvais portait et présentait la cote d'armes ou le manteau royal au Roi au cours de la cérémonie du Sacre. D'or, à la croix de gueules, cantonnées de quatre clés du même, adossées deux à deux. |

### Pairs laïcs
| Figure | Pairie et blasonnement |
| ------ | --- |
|        | Le Duc de Bourgogne (province revenue au domaine royal en 1477), En tant que titulaire de l'une des Anciennes Pairies de France, Le Duc de Bourgogne portait la couronne royale, ceint l'épée au Roi et lui confère l'ordre de la chevalerie au cours de la cérémonie du Sacre. Bandé d'or et d'azur, à la bordure de gueules.                                                                 |
|        | Le Duc de Normandie (province revenue au domaine royal en 1204), En tant que titulaire de l'une des Anciennes Pairies de France, Le Duc de Normandie portait la première bannière carrée du Roi au cours de la cérémonie du Sacre. De gueules, à deux léopards d'or. |
|        | Le Duc d'Aquitaine (province revenue au domaine royal en 1453), En tant que titulaire de l'une des Anciennes Pairies de France, Le Duc d'Aquitaine portait la seconde bannière carrée du Roi au cours de la cérémonie du Sacre. De gueules, au léopard d'or. |
|        | Le Comte de Flandre (province sortie du royaume en 1526 par le traité de Madrid qui ne fut pas ratifié et, finalement, en 1559 par les traités de Cateau-Cambrésis qui le seront), En tant que titulaire de l'une des Anciennes Pairies de France, Le Comte de Flandre portait Joyeuse, l'épée du Roi, au cours de la cérémonie du Sacre. D'or, au lion de sable, armé et lampassé de gueules. |
|        | Le Comte de Champagne (province revenue au domaine en 1314), En tant que titulaire de l'une des Anciennes Pairies de France, Le Comte de Champagne portait l'étendard de guerre du Roi au cours de la cérémonie du Sacre. D’azur à la bande d’argent côtoyée de deux doubles cotices potencées et contre-potencées d’or.                                                                       |
|        | Le Comte de Toulouse (province revenue au domaine royal en 1229 et 1271), En tant que titulaire de l'une des Anciennes Pairies de France, Le Comte de Toulouse portait les éperons du Roi au cours de la cérémonie du Sacre. De gueules à la croix cléchée, vidée et pommetée de douze pièces d'or.                                                                                            |

## Pairies tardives
À partir de la fin du XIIIe siècle, les six pairies laïques, dont les terres sont revenues à la couronne, sont des apanages princiers, et les nouveaux pairs qui sont créés ne jouent qu'un rôle cérémoniel.
De nombreuses seigneuries furent d'abord érigées en duché et en un second temps élevées à la pairie.

### Pairiesérigées auXIIIesiècle
| Figure | Pairie et blasonnement | Bénéficiaire de l'érection              |
| ------ | --- | --------------------------------------- |
|        | Le duc de Bretagne, pairie en 1297 (duché intégré au domaine royal en 1547), Echiqueté d'or et d'azur à la bordure de gueules et au franc-quartier d'hermine. | Jean II de Bretagne                     |
|        | Le comte d'Anjou, pairie en 1297, éteint en 1328 D'azur semé de fleurs de lys d'or au lambel de gueules.                                                      | Marguerite d'Anjou et Charles de Valois |
|        | Le comte d'Artois, pairie en 1297, éteint en 1526 D'azur semé de fleurs de lys d'or au lambel de gueules, chaque pendant chargé de trois châteaux d'or.       | Robert II d'Artois                      |

### Pairiesérigées auXIVesiècle
| Figure | Pairie et blasonnement | Bénéficiaire de l'érection                                                                     |
| ------ | --- | ---------------------------------------------------------------------------------------------- |
|        | Le comte de Poitiers, comté-pairie érigé en 1314, D'azur semé de fleurs de lys d'or au lambel componé de gueules et d'argent, alias de France au lambel componé de gueules et d'argent. | Philippe le Long (v. 1293-1322), comte en 1311, devenu roi de France sous le nom de Philippe V |
|        | Le comte de la Marche, comté-pairie érigé en 1316, D'azur semé de fleurs de lys d'or à la bordure componé de gueules et d'argent, alias de France à la bordure componée de gueules et d'argent. Armoiries en tant que souverain : Mi-parti en 1 d'azur semé de fleurs de lys d'or et en 2 de gueules à l'escarboucle fermée et pommetée d'or, allumée de sinople alias de gueules aux chaînes d'or posées en orle, en croix et en sautoir, chargées en cœur d'une émeraude au naturel (Navarre). | Charles Ier le Bel, roi de France en 1322 sous le nom de Charles IV                            |
|        | Le comte d'Évreux, comté-pairie érigé en 1316, D'azur semé de fleurs de lys d'or à la bande componée d'argent et de gueules. | Louis de France (1276-1319)                                                                    |
|        | Le comte d'Angoulême, comté-pairie érigé en 1317, Mi-parti en 1 d'azur semé de fleurs de lys d'or et en 2 de gueules à l'escarboucle fermée et pommetée d'or, allumée de sinople alias de gueules aux chaînes d'or posées en orle, en croix et en sautoir, chargées en cœur d'une émeraude au naturel (Navarre). | Jeanne II de Navarre                                                                           |
|        | Le comte de la Marche, comté-pairie érigé en 1327, D'azur semé de fleurs de lys d'or à la bande de gueules. Le titulaire de ce fief était aussi : - Duc de Bourbon, duché-pairie en 1327, | Louis Ier de Bourbon                                                                           |
|        | Le comte d'Étampes, comté-pairie érigé en 1327, D'azur semé de fleurs de lys d'or à la bande componée d'hermine et de gueules. | Charles d'Étampes                                                                              |
|        | Le comte de Beaumont-le-Roger, comté-pairie érigé en 1327, D'azur semé de fleurs de lys d'or au lambel de gueules, chaque pendant chargé de trois châteaux d'or. | Robert III d'Artois                                                                            |
|        | Le comte du Maine, comté-pairie érigé en 1331, D'azur semé de fleurs de lys d'or à la bordure de gueules. | Philippe de Valois (1293-1350), roi de France sous le nom de Philippe VI                       |
|        | Le duc d'Orléans, duché-pairie érigé en 1344, D'azur semé de fleurs de lys d'or au lambel componé de gueules et d'argent, alias de France au lambel componé de gueules et d'argent. Le titulaire de ce fief était aussi : - Comte de Valois, comté-pairie érigé en 1344, | Philippe d'Orléans (1336-1375)                                                                 |
|        | Le comte de Nevers, comté-pairie érigé en 1347, D'or au lion de sable armé et lampassé de gueules. | Louis III de Nevers (1330 † 1384)                                                              |
|        | Le comte de Mantes (-la-Jolie), comté-pairie érigé en 1353, Blasonnement inconnu. Le tenant du comté de Mantes en 1353 nous est connu : Charles II, roi de Navarre. |                                                                                                |
|        | Le duc d'Anjou, duché-pairie érigé en 1356, D'azur semé de lys d'or, à la bordure de gueules. | Louis Ier d'Anjou                                                                              |
|        | Le comte de Mâcon, comté-pairie érigé en 1359, Blasonnement inconnu. Le tenant du comté de Mâcon en 1359 nous est connu : Jean de France (+1416), duc de Berry. |                                                                                                |
|        | Le duc de Berry, duché-pairie érigé en 1360, D'azur semé de fleurs de lys d'or, à la bordure engrelée de gueules. Le titulaire de ce fief était aussi : - Duc d'Auvergne, duché-pairie érigé en 1360, | Jean Ier de Berry                                                                              |
|        | Le comte de Tours, Comté-pairie érigé en 1360, D'azur semé de fleurs de lys d'or à la bordure componée d'argent et de gueules. | Philippe le Hardi                                                                              |
|        | Le seigneur de Montpellier, baronnie-pairie érigé en 1371, Blasonnement inconnu. Le tenant de la seigneurie de Montpellier en 1371 nous est connu : Charles II, roi de Navarre. |                                                                                                |
|        | Le baron de Roannais, baronnie-pairie pairie érigé en 1372, D'azur semé de fleurs de lys d'or à la bande de gueules | Louis II de Bourbon                                                                            |
|        | Le comte de Périgord, Comté-pairie en 1399, D'azur semé de fleurs de lys d'or au lambel d'argent. Puis, D'azur à trois fleurs de lys d'or, au lambel d'argent. Le titulaire de ce fief était aussi : - Comte de Soissons, comté-pairie érigé en 1404, - Seigneur de Coucy, baronnie-pairie érigée en 1404, - Duc de Valois, duché-pairie érigé en 1406, | Louis Ier d'Orléans                                                                            |

### Pairiesérigées auXVesiècle
| Figure | Pairie et blasonnement | Bénéficiaire de l'érection                                                                    |
| ------ | --- | --------------------------------------------------------------------------------------------- |
|        | Le comte d'Alençon, comté-pairie érigé en 1404, D'azur semé de fleurs de lys d'or à la bordure de gueules chargée de huit besants d'argent. | Jean Ier d'Alençon                                                                            |
|        | Le comte de Soissons, comté-pairie érigé en 1404, D'azur semé de fleurs de lys d'or au lambel d'argent. Puis, D'azur à trois fleurs de lys d'or, au lambel d'argent. Le titulaire de ce fief était aussi : - Comte de Périgord, Comté-pairie en 1399, - Seigneur de Coucy, baronnie-pairie érigée en 1404, - Duc de Valois, duché-pairie érigé en 1406,                                                                              | Louis Ier d'Orléans                                                                           |
|        | Le Duc de Nemours, duché-pairie érigé en 1404, Ecartelé en I et IV de gueules aux chaînes d'or posées en orle, en croix et en sautoir, chargées en cœur d'une émeraude au naturel, en II et III d'azur semé de fleurs de lys d'or à la bande componée d'argent et de gueules. | Charles III de Navarre                                                                        |
|        | Le Seigneur de Châtillon, châtellenie-pairie érigée en 1404, De gueules à trois pals de vair chargé d'un chef d'or. |                                                                                               |
|        | Le comte de Rethel, comté-pairie en érigé 1405, D'or au lion de sable armé et lampassé de gueules. Ecartelé, en I et IV d'azur semé de fleurs de lys d'or à la bordure componée d'argent et de gueules, et en II et III bandé d'or et d'azur de six pièces à la bordure de gueules. | Marguerite III de Flandre (1350 † 1405) conjointement avec son époux Philippe II de Bourgogne |
|        | Le comte de Mortagne, comté-pairie érigé en 1407, D'azur semé de fleurs de lys d'or à la bordure de gueules chargée de huit besants d'argent. | Jean Ier d'Alençon                                                                            |
|        | Le Comte de Mortain, comté-pairie érigé en 1407, Ecartelé en I et IV de gueules aux chaînes d'or posées en orle, en croix et en sautoir, chargées en cœur d'une émeraude au nature, en II et III d'azur semé de fleurs de lys d'or à la bande componée d'argent et de gueules, à la bordure d'argent. | Pierre de Navarre                                                                             |
|        | Le seigneur d' Évry-le-Châtel, châtellenie-pairie érigée en 1408, Blasonnement inconnu. Le teneur de la châtellenie d'Évry-le-Châtel en 1408 nous est inconnu. |                                                                                               |
|        | Le seigneur de Jouy-le-Châtel, châtellenie-pairie érigée en 1408, Blasonnement inconnu. Le teneur de la châtellenie de Jouy-le-Châtel en 1408 nous est inconnu. |                                                                                               |
|        | Le comte d'Évreux, comté-pairie érigé en 1424, Ecartelé : aux I et IV d'azur à trois fleurs de lys d'or, à la bordure de gueules chargée de huit fermaux d'or ; aux II et III d'or, à la fasce échiquetée d'argent et d'azur de trois tires (de Stuart) à la cotice de gueules. | John Stuart, Connétable de l'armée d'Écosse                                                   |
|        | Le comte de Saintonge, comté-pairie érigé en 1428, Le teneur du comté de Saintonge en 1428 nous est connu : Jacques Ier, roi d'Écosse. |                                                                                               |
|        | Le comte de Foix, comté-pairie érigé en 1458, Ecartelé : au I, de gueules, aux chaînes d'or, posées en orle, en croix et en sautoir ; au II, d'or, à trois pals de gueules ; au III, d'or, à deux vaches, accornées, accolées et clarinées d'azur ; au IV, semé de lys d'or, à la bande componné d'argent et de gueules ; sur-le-tout d'or aux deux lions léopardés de gueules, armés et lampassés d'azur, passant l'un sur l'autre. | Gaston IV de Foix-Béarn                                                                       |
|        | Le comte d'Eu, comté-pairie érigé en 1458, D'azur semé de fleurs de lys d'or au lambel de gueules, chaque pendant chargé de trois châteaux d'or. | Charles d'Artois                                                                              |
|        | Le Comte de Villefranche, comté-pairie érigé en 1480, Le teneur du comté de Villefranche en 1480 nous est connu : Frédéric IV, roi de Naples. |                                                                                               |
|        | Le duc de Valentinois, comté-pairie érigé en 1498, Écartelé : aux I et IV, d'or, au bœuf de gueules, passant sur une terrasse de sinople, à la bordure cousu du premier chargée de huit flammes d'or ; aux II et III, contre-écartelés, 1 et 4 d'azur chargé de trois fleurs de lys d'or (de France), 2 et 3, de gueules (d'Albret).                                                                                                 | César Borgia                                                                                  |

### Pairiesérigées auXVIesiècle
| Figure | Pairie et blasonnement | Bénéficiaire de l'érection                 |
| ------ | --- | ------------------------------------------ |
|        | Le duc d'Angoulême, duché-pairie érigé en 1515, De gueules à la croix d'argent. Le titulaire de ce fief était aussi : - duc de Châtellerault, duché-pairie érigé en 1515, | Louise de Savoie                           |
|        | Le duc de Vendôme, duché-pairie érigé en 1515, D'azur aux trois fleurs de lys d'or et à la bande de gueules chargée de trois lions rampants d'argent. | Charles IV de Bourbon                      |
|        | Le duc de Roannais, duché-pairie érigé en 1519, D'or à 3 jumelles de sable posées en fasce. | Artus Gouffier de Boisy                    |
|        | Le duc de Dunois, duché-pairie érigé en 1525, D'azur aux trois fleurs de lys d'or brisé d'un lambel à trois pendants d'argent et en cœur d'un bâton de même péri en barre. | Louis II d'Orléans-Longueville             |
|        | Le duc de Guise, duché-pairie érigé en 1528, Coupé et parti en 3, au premier fascé de gueules et d'argent, au second d'azur semé de lys d'or et au lambel de gueules, au troisième d'argent à la croix potencée d'or, cantonnée de quatre croisettes du même, au quatrième d'or aux quatre pals de gueules au cinquième parti d'azur semé de lys d'or et à la bourdure de gueules, au sixième d'azur au lion contourné d'or, armé, lampassé et couronné de gueules, au septième d'or au lion de sable armé et lampassé de gueules, au huitième d'azur semé de croisettes d'or et aux deux bar d'or. Sur le tout d'or à la bande de gueules chargé de trois alérions d'argent le tout brisé d'un lambel de gueules. | Claude de Lorraine                         |
|        | Le duc de Montpensier, duché-pairie érigé en 1529, Ecartelé, en 1 et 4 d'azur à trois fleurs de lys d'or et à la bande de gueules et en 2 et 3 d'or au dauphin d'azur. | Louise de Montpensier                      |
|        | Le duc d'Aumale, duché-pairie érigé en 1547, Ecartelé, en 1 et 4 coupé et parti en 3, au premier fascé de gueules et d'argent, au second d'azur semé de lys d'or et au lambel de gueules, au troisième d'argent à la croix potencée d'or, cantonnée de quatre croisettes du même, au quatrième d'or aux quatre pals de gueules au cinquième parti d'azur semé de lys d'or et à la bourdure de gueules, au sixième d'azur au lion contourné d'or, armé, lampassé et couronné de gueules, au septième d'or au lion de sable armé et lampassé de gueules, au huitième d'azur semé de croisettes d'or et aux deux bar d'or. Sur le tout d'or à la bande de gueules chargé de trois alérions d'argent le tout brisé d'un lambel et d'une bordure de gueules ; et en 2 et 4 d'azur aux trois fleurs de lys d'or et au baton péri de gueules. | Claude de Lorraine                         |
|        | Le duc d'Albret, duché-pairie érigé en 1550, Parti de deux et coupé d'un : 1, de gueules aux chaînes d'or posées en orle, en croix et en sautoir, chargées en cœur d'une émeraude au nature; en 2, contre-écartelé en 1 et 4 d'azur aux trois fleurs de lys d'or et en 2 et 3 de gueules; en 3, d'or aux quatre pals de gueules; en 4, contre-écartelé en 1 et 4 d'or aux trois pals de gueules, en 2 et 3 d'or aux deux vaches de gueules, accornées, colletées et clarinées d'azur, passant l'une sur l'autre; en 5, d'azur semé de fleurs de lys d'or à la bande componée d'argent et de gueules ;et en 6, contre-écartelé en sautoir d'or aux quatre pals de gueules et de gueules au château d'or ouvert et ajouré d'azur et d'argent au lion de gueules armé, lampassé et couronné d'or; sur-le-tout d'or aux deux lions léopardés de gueules, armés et lampassés d'azur, passant l'un sur l'autre. | Henri II de Navarre                        |
|        | Le duc de Montmorency, duché-pairie érigé en 1551, D'or à la croix de gueules cantonnée de seize alérions d'azur ordonnés 2 et 2. | Anne de Montmorency (1493-1567)            |
|        | Le comte de Forez, comté-pairie érigé en 1566, Blasonnement inconnu. Le teneur du comté de Forez en 1566 nous est connu : Henri de France (+1589), duc d'Anjou (futur roi Henri III). |                                            |
|        | Le duc de Château-Thierry, duché-pairie érigé en 1566, D'azur aux trois fleurs de lys d'or à la bordure de gueules chargée de huit besants d'argent. Le titulaire de ce fief était aussi : - Comte du Perche, comté-pairie érigé en 1566, - Duc d'Évreux, duché-pairie érigé en 1569, - Comte de Dreux, comté-pairie érigé en 1569, | François de France (1555-1584)             |
|        | Le duc de Penthièvre, duché-pairie érigé en 1569, D'argent au lion de gueules à la queue fourchue passée en sautoir, armé, lampassé et couronné d'or. | Sébastien de Luxembourg († 1569)           |
|        | Le duc de Mercœur, duché-pairie érigé en 1569, Coupé et parti en 3, au premier fascé de gueules et d'argent, au second d'azur semé de lys d'or et au lambel de gueules, au troisième d'argent à la croix potencée d'or, cantonnée de quatre croisettes du même, au quatrième d'or aux quatre pals de gueules au cinquième parti d'azur semé de lys d'or et à la bourdure de gueules, au sixième d'azur au lion contourné d'or, armé, lampassé et couronné de gueules, au septième d'or au lion de sable armé et lampassé de gueules, au huitième d'azur semé de croisettes d'or et aux deux bar d'or. Sur le tout d'or à la bande de gueules chargé de trois alérions d'argent le tout brisé d'un lambel d'azur. | Nicolas de Lorraine (1524 † 1577)          |
|        | Le duc de Clermont, duché-pairie érigé en 1572, puis Le Duc de Tonnerre, duché-pairie érigé en 1571, De gueules, à deux clés d'argent passées en sautoir. Les clefs passées en sautoir symbolisent l'autorité papale. Les armes des Clermont auraient été concédées par une bulle pontificale de 1120. | Henri Antoine de Clermont                  |
|        | Le duc d'Uzès, duché-pairie érigé en 1572, Écartelé: aux 1 et 4, partis : a. fascé d'or et de sinople (Crussol); b. d'or à trois chevrons de sable (Levis); aux 2 et 3, contre-écartelé, d'azur à trois étoiles d'or, rangées en pal (Gourdon), et d'or à trois bandes de gueules (Genouillac). Sur le tout de gueules à trois bandes d'or (Uzès). | Antoine de Crussol                         |
|        | Le duc de Mayenne, duché-pairie érigé en 1573, Ecartelé, en 1 et 4 : coupé et parti en 3, au premier fascé de gueules et d'argent, au second d'azur semé de lys d'or et au lambel de gueules, au troisième d'argent à la croix potencée d'or, cantonnée de quatre croisettes du même, au quatrième d'or aux quatre pals de gueules au cinquième parti d'azur semé de lys d'or et à la bourdure de gueules, au sixième d'azur au lion contourné d'or, armé, lampassé et couronné de gueules, au septième d'or au lion de sable armé et lampassé de gueules, au huitième d'azur semé de croisettes d'or et aux deux bar d'or. Sur le tout d'or à la bande de gueules chargé de trois alérions d'argent le tout brisé d'un lambel de gueules ; en 2 et 3 contre-écartelé en 1 et 4 d'azur, à l'aigle d'argent, becquée, languée et couronnée d'or et en 2 et 3 d'azur, à trois fleurs de lys d'or, à la bordure endentée de gueules et d'or. Le titulaire de ce fief était aussi : - Duc d'Aiguillon, duché-pairie érigé en 1600 (réintégré à la couronne en 1635 par Richelieu), | Charles de Mayenne                         |
|        | Le duc de Saint-Fargeau, duché-pairie érigé en 1574, D'azur aux trois fleurs de lys d'or au bâton de gueules péri en bande chargé d'un croissant d'argent en chef. | François de Montpensier                    |
|        | Le duc de Joyeuse, duché-pairie érigé en 1581, écartelé en 1 et 4 palé d'or et d'azur de six pièces, au chef de gueules chargé de trois hydres à sept têtes aussi d'or et en 2 et 3 d'azur au lion d'argent à la bordure de gueules chargée de fleurs de lys d'or. | Anne de Joyeuse                            |
|        | Le duc de Piney-Luxembourg, duché-pairie érigé en 1581, D'argent au lion de gueules à la queue fourchue passée en sautoir, armé, lampassé et couronné d'or. | François de Luxembourg († 1613)            |
|        | Le duc d'Épernon, duché-pairie érigé en 1581, Parti d'argent à un noyer arraché de sinople et de gueules, à la croix d'or, alaisée, vidée, cléchée et pommetée de douze pièces ; au chef de gueules chargé d'une croix potencée d'argent ; sur-le-tout pendant du chef, d'azur à une cloche d'argent bataillé de sable (de Bellegarde). Armes parlantes. | Jean-Louis de Nogaret de La Valette        |
|        | Le duc d'Elbeuf, duché-pairie érigé en 1581, Coupé et parti en 3, au premier fascé de gueules et d'argent, au second d'azur semé de lys d'or et au lambel de gueules, au troisième d'argent à la croix potencée d'or, cantonnée de quatre croisettes du même, au quatrième d'or aux quatre pals de gueules au cinquième parti d'azur semé de lys d'or et à la bourdure de gueules, au sixième d'azur au lion contourné d'or, armé, lampassé et couronné de gueules, au septième d'or au lion de sable armé et lampassé de gueules, au huitième d'azur semé de croisettes d'or et aux deux bar d'or. Sur le tout d'or à la bande de gueules chargé de trois alérions d'argent le tout brisé d'un lambel et d'une bordure de gueules. | Charles Ier d'Elbeuf                       |
|        | Le duc de Rethel, duché-pairie érigé en 1581, Ecartelé ; au premier d’argent, à la croix pattée de gueules cantonnée de quatre aigles de sable éployées et affrontées ; sur le tout, écartelé, au premier et au quatrième fascé d'or et de sable, au deuxième et au troisième de gueules au lion d'argent à la queue fourchée, armé et lampassé d'or, couronné et colleté du même, au bâton péri en bande; au deuxième d’Alençon ; au troisième de Bourgogne; au quatrième de Clèves chargé en cœur de La Marck; sur le tout d’Albret d’Orval. | Louis de Gonzague, duc de Nevers           |
|        | Le duc de Hallwin, duché-pairie érigé en 1587, D'argent à trois lions de sable armés, lampassés et couronnés d'or. | Charles de Hallwin                         |
|        | Le duc de Brienne, duché-pairie érigé en 1587, Écartelé: aux 1 et 4, d'argent au lion de gueules à la queue fourchue passée en sautoir, armé, lampassé et couronné d'or (Luxembourg) ; aux 2 et 3, de gueules, à une étoile de seize rais d'argent (Baux). | Charles II de Ligny-Luxembourg (1576–1608) |
|        | Le duc de Montbazon, duché-pairie érigé en 1588, Ecartelé : en I et IV, de gueules à neuf macles d'or, posées 3,3,3 (de Rohan); en II, de gueules aux chaînes d'or posées en orle, en croix et en sautoir, chargées en cœur d'une émeraude au naturel (de Navarre) ; en III, d'azur à fleurs de lys d'or, une bande componée d'argent et de gueules brochante (d'Evreux moderne) ; sur-le-tout, d'argent, à une couleuvre ondoyante en pal d'azur, couronnée d'or, engloutissant un enfant de carnation, posé en fasce, les bras étendus (de Visconti). | Louis VII de Rohan                         |
|        | Le duc de Ventadour[Lequel ?], duché-pairie érigé en 1589, Ecartelé : en I, de gueules à trois bandes d'or ; en II, d'or à trois chevrons de gueules ; en III, de gueules à trois étoiles d'or ; IV, d'argent à un lion de gueules armé et lampassé d'or ; sur-le-tout, échiqueté d'or et de gueules. | Gilbert III de Lévis                       |
|        | Le duc de Thouars, duché-pairie érigé en 1589, Ecartelé : 1 et 4, d'or, au chevron de gueules, accompagné de trois aigles d'azur, becquées et membrées de gueules (La Trémoille); 2 d'or semé de fleurs de lys d'azur au franc canton de gueules (Thouars), et 3, d'or losangé de gueules (Craon), sur le tout de gueules au deux léopards d'or. | Claude de La Trémoille                     |
|        | Le duc de Biron, duché-pairie érigé en 1598, Ecartelé d'or et de gueules, l'écu en bannière. | Charles de Gontaut-Biron                   |

### Pairiesérigées auXVIIesiècle
| Figure | Pairie et blasonnement | Bénéficiaire de l'érection |
| ------ | --- | --- |
|        | Le duc d'Aiguillon, duché-pairie érigé en 1600 (réintégré à la couronne en 1635 par Richelieu), Ecartelé, en 1 et 4 : coupé et parti en 3, au premier fascé de gueules et d'argent, au second d'azur semé de lys d'or et au lambel de gueules, au troisième d'argent à la croix potencée d'or, cantonnée de quatre croisettes du même, au quatrième d'or aux quatre pals de gueules au cinquième parti d'azur semé de lys d'or et à la bourdure de gueules, au sixième d'azur au lion contourné d'or, armé, lampassé et couronné de gueules, au septième d'or au lion de sable armé et lampassé de gueules, au huitième d'azur semé de croisettes d'or et aux deux bar d'or. Sur le tout d'or à la bande de gueules chargé de trois alérions d'argent le tout brisé d'un lambel de gueules ; en 2 et 3 contre-écartelé en 1 et 4 d'azur, à l'aigle d'argent, becquée, languée et couronnée d'or et en 2 et 3 d'azur, à trois fleurs de lys d'or, à la bordure endentée de gueules et d'or. Le titulaire de ce fief était aussi : - Duc de Mayenne, duché-pairie érigé en 1573, | Henri de Mayenne |
|        | Le duc de Rohan, duché-pairie érigé en 1603, De gueules à neuf macles d'or, ordonnées 3,3,3. | Henri II de Rohan |
|        | Le Duc de Sully, duché-pairie érigé en 1606, D'argent à la fasce de gueules. | Maximilien de Béthune (duc de Sully) |
|        | Le duc de Fronsac, duché-pairie érigé en 1608, Ecartelé : I et IV, d'azur aux trois fleurs de lys d'or brisé d'un lambel à trois pendants d'argent et en cœur d'un bâton de même péri en bande (d'Orléans-Longueville moderne) ; II et III, d'azur à trois fleurs de lys d'or au bâton péri de gueules (de Bourbon moderne). | Léonor d'Orléans-Longueville (1605-1622) |
|        | Le duc de Damville, duché-pairie érigé en 1610, D'or à la croix de gueules cantonnée de seize alérions d'azur ordonnés 2 et 2, un lambel de gueules brochant sur la partition. | Charles de Montmorency-Damville |
|        | Le duc de Hallwin, duché-pairie érigé en 1611, Ecartelé : au I, contre-écartelé en 1 et 4, de gueules au château d'or ouvert et ajouré d'azur (de Castille), en 2 et 3 d'argent au lion de pourpre armé, lampassé et couronné d'or (de León) ; au II, écartelé en 1 et 4, de gueules aux chaînes d'or posées en orle, en croix et en sautoir, chargées en cœur d'une émeraude au naturel (de Navarre), en 2 et 3 écartelé en sautoir d'or aux quatre pals de gueules (d'Aragon) et d'argent à l'aigle de sable (Hohenstaufen) (le tout de Sicile) ; au III contre-écartelé en 1 et 4 d'azur aux trois fleurs de lys d'or et en 2 et 3 de gueules (d'Albret) ; au IV parti en a, d'azur semé de fleurs de lys d'or à la bande componée d'argent et de gueules (d'Evreux), en b, parti d'argent à un noyer arraché de sinople et de gueules, à la croix d'or, alaisée, vidée, cléchée et pommetée de douze pièces ; au chef de gueules chargé d'une croix potencée d'argent (de Nogaret) ; sur-le-tout, écartelé en 1 et 4 d'or aux trois pals de gueules (de Foix) en 2 et 3 d'or aux deux vaches de gueules, accornées, colletées et clarinées d'azur, passant l'une sur l'autre (de Béarn). Le titulaire de ce fief était aussi : - Duc de Candale, duché-pairie érigé en 1621,               | Henri de Nogaret (v.1591-1639) |
|        | Le duc de Brissac, duché-pairie érigé en 1611, De sable, à trois fasces d'or dentelées en partie basse. | Charles II de Cossé |
|        | Le duc de Grancey, duché-pairie érigé en 1611, Ecartelé, au I d'or, à trois fasces ondées d'azur (Hautemer) ; au II d'or à la bande vivrée d'azur (La Baume de Montrevel), au III bandé de gueules et d'argent de six pièces (Montlandrin) ; au IV de gueules semé de billettes d'or, au lion du même brochant (Châteauvillain). | Guillaume de Hautemer de Grancey |
|        | Le duc de Châteauroux, duché-pairie érigé en 1616, D'azur aux trois fleurs de lys d'or et au bâton péri en bande de gueules. Le titulaire de ce fief était aussi : - Duc d'Enghien, duché-pairie érigé en 1633, | Henri II de Bourbon-Condé |
|        | Le duc de Luynes, duché-pairie érigé en 1619, Écartelé : aux 1 et 4, d'or, au lion de gueules, couronné du même (Albert); aux 2 et 3, d'azur, à deux louves affrontées d'argent (Segur). Sur le tout de gueules à une massue d'or, armée de picotons d'argent, au chef du même, chargé d'un gonfanon de gueules (Sarras.) | Charles d'Albert |
|        | Le duc de Lesdiguières, duché-pairie érigé en 1619, De gueules, au lion d'or ; au chef d'azur, chargé de trois roses d'argent. | François de Bonne de Lesdiguières |
|        | Le duc de Bellegarde, duché-pairie érigé en 1620, Écartelé au 1 d'azur au lion d'or couronné du même (Saint-Lary) au 2 d'or à quatre pals de gueules (de la Barthe) au 3 de gueules à un vase d'or (Orbessan) au 4 d'azur à trois flammes d'argent mouvant de la pointe (Termes) Sur le tout d'azur à une cloche d'argent bataillée de sable (Algoursan). | Roger II de Saint-Lary (v.1562-1646) |
|        | Le duc de Hallwin, duché-pairie érigé en 1621, D'or, au lion coupé de gueules et de sinople. | Charles de Schomberg |
|        | Le duc de La Roche-Guyon, duché-pairie érigé en 1621, Ecartelé : les I et IV contre-écartelés, au 1 et au 4 du contre-écartelé d'hermine à la fasce vivrée de gueules, au 2 et 3 bandé d'or et d'azur de six pièces, à la bordure de gueules ; sur le tout d'azur semé de croix recroisetées au pied fiché d'or, un lion aussi d'or armé et lampassé de gueules brochant sur la partition ; les II et III aussi contre-écartelés, au 1 et au 4 du contre-écartelé d'or à la croix de gueules cantonnée de seize alérions d'azur ordonnés 2 et 2 et chargée de cinq coquilles d'argent, au 2 et 3 d'azur semé de fleurs de lys d'or à la bande de gueules componnée d'argent ; sur le tout du tout d'argent à la fasce componnée en bande de gueules et d'or. | François de Silly |
|        | Le duc de Chaulnes, duché-pairie érigé en 1621, Ecartelé : I et IV, d'or, au lion de gueules, armé, lampassé et couronné d'azur (d'Albert) ; II et III, de gueules à deux rameaux d'allisier d'argent, disposés en couronne, croisés en chef et en pointe, au chef échiqueté d'argent et d'azur (d'Ailly). | Honoré d'Albert (1581-1649) |
|        | Le duc de Frontenay, duché-pairie érigé en 1626, érigé de nouveau en 1714 sous le nom de Rohan-Rohan, De gueules à neuf macles d'or, ordonnées 3,3,3. | Benjamin de Rohan (1583-1642) |
|        | Le duc de Villars, duché-pairie érigé en 1626, D'azur, à un pal d'argent, chargé de trois tours de gueules, et accosté de quatre pattes de lion mouvantes des flancs de l'écu posées en chevron. Devise: DELLA BRANLA IL LEONE, OU EX UNGUE LEONEM. | Georges de Brancas |
|        | Le duc de Chevreuse, duché-pairie érigé en 1627, Ecartelé : au I et au IV coupé et parti en 3, au premier fascé de gueules et d'argent, au second d'azur semé de lys d'or et au lambel de gueules, au troisième d'argent à la croix potencée d'or, cantonnée de quatre croisettes du même, au quatrième d'or aux quatre pals de gueules au cinquième parti d'azur semé de lys d'or et à la bourdure de gueules, au sixième d'azur au lion contourné d'or, armé, lampassé et couronné de gueules, au septième d'or au lion de sable armé et lampassé de gueules, au huitième d'azur semé de croisettes d'or et aux deux bar d'or. Sur le tout d'or à la bande de gueules chargé de trois alérions d'argent le tout brisé d'un lambel de gueules ; au II et au III contre-écartelé 1 et 4, parti de gueules, à l'écusson d'argent, aux rais d'escarboucle d'or, brochantes sur le tout et d'or à la fasce échiquetée de gueules et d'argent de trois tires et 2 et 3 d'azur à trois fleurs de lys d'or à la bordure componée d'argent et de gueules. | Claude de Lorraine, duc de Chevreuse |
|        | Le duc de Richelieu, duché-pairie érigé en 1631, D'argent, à trois chevrons de gueules. Le titulaire de ce fief était aussi : - Duc de Fronsac, duché-pairie érigé en 1634, | Armand Jean du Plessis de Richelieu |
|        | Le duc de La Valette, duché-pairie érigé en 1631, Ecartelé : au I, parti, a, de gueules au château d'or ouvert et ajouré d'azur (de Castille), b, d'argent au lion de pourpre armé, lampassé et couronné d'or (de León) ; au II, parti, a, de gueules aux chaînes d'or posées en orle, en croix et en sautoir, chargées en cœur d'une émeraude au naturel (de Navarre), b, écartelé en sautoir d'or aux quatre pals de gueules (d'Aragon) et d'argent à l'aigle de sable (Hohenstaufen) (le tout de Sicile) ; au III, parti, a, burelé de sable et d'or, au crancelin de sinople, brochant en bande sur le tout (de Saxe), b, d'or plain ; IV, parti, a, écartelé, aux 1 et 4, d'azur à la fasce d'or accompagnée de trois rencontres de lions (voir de chats ??) du second, aux 2 et 3, d'argent à la bande de gueules coticée de sable chargée de trois vols d'argent, b, écartelé en 1 et 4 d'or aux trois pals de gueules (de Foix) en 2 et 3 d'or aux deux vaches de gueules, accornées, colletées et clarinées d'azur, passant l'une sur l'autre (de Béarn), sur-le-tout, parti, a, d'argent à un noyer de sinople, terrassé du même ; b. de gueules à la croix cléchée, vidée et pommetée d'or, et au chef de ce surtout de gueules, chargé d'une croix potencée d'argent (de Nogaret). | Bernard de Nogaret de La Valette d'Épernon |
|        | Le duc de La Rochefoucauld, duché-pairie érigé en 1631, Burelé d'argent et d'azur à trois chevrons de gueules brochant, le premier écimé. | François V de La Rochefoucauld (1588-1650) |
|        | Le duc de Retz, duché-pairie érigé en 1634, Ecartelé : 1 et 4 d'or à deux masses d'armes de sable passées en sautoir et liées de gueules; 2 et 3, contre-écartelés au I et IV d'azur aux trois fleurs de lys d'or accompagné d'un lambel, un bâton péri en bande brochant sur la partition, le tout d'argent(d'Orléans-Longueville), au II et III du contre-écartelé d'azur aux trois fleurs de lys d'or accompagné d'un bâton de gueules péri en bande (de Bourbon). | Henri de Gondi (1590-1659) |
|        | Le duc d'Aiguillon dit de Puylaurens, duché-pairie érigé en 1634, D'or, à la croix de gueules. | Antoine de L'Age |
|        | Le duc de Saint-Simon, duché-pairie érigé en 1635, Écartelé: aux 1 et 4, de sable, à la croix d'argent, ch. de cinq coquilles de gueules (Rouvroy) ; aux 2 et 3, échiqueté d'or et d'azur, au chef d'azur, ch. de trois fleurs-de-lis d'or (Vermandois). On trouve également (Vermandois) en 1 et 4 et (Rouvroy) en 2 et 3., ou Écartelé, aux 1 et 4, parti, a, échiqueté d'or et d'azur, au chef d'azur, chargé de trois fleurs-de-lis d'or (de Vermandois), b, de sable, à la croix d'argent chargé de cinq coquilles de gueules (de Rouvroy) ; aux 2 et 3 d'or à la fasce de gueules (Havesquerke-Rasse) ; sur le tout losangé d'argent et de gueules, à un chef d'argent (la Vacquerie). | Claude de Rouvroy |
|        | Le duc de La Force, duché-pairie érigé en 1637, D'azur, à trois léopards d'or, armés, lampassés et couronnés de gueules, l'un sur l'autre. Devise: FERME, LA FORCE. | Jacques Nompar de Caumont |
|        | Le Duc d'Aiguillon, duché-pairie érigé en 1638, D'argent, à trois chevrons de gueules. | Marie-Madeleine de Vignerot du Plessis |
|        | Le duc de Valentinois, duché-pairie érigé en 1642, Fuselé d'argent et de gueules. | Honoré II Grimaldi (1597-1662), Prince de Monaco, |
|        | Le duc de Châtillon, duché-pairie érigé en 1643 puis 1648 sous le nom de Duché de Coligny, De gueules, à l'aigle d'argent, becquée, languée, membrée, armée et couronnée d'azur. | Gaspard III de Coligny |
|        | Le duc de Rohan dit Le duc de Rohan-Chabot, duché-pairie érigé en 1603, relevé en 1648 par la Maison de Chabot, Ecartelé, en 1 et 4 de gueules à neuf macles d'or, ordonnées 3,3,3 ; en 2 et 3 d'or à trois chabots de gueules. | Henri de Chabot |
|        | Le Duc de Noirmoutier, duché-pairie érigé en 1650, Ecartelé : au I d'azur à trois fleurs de lys d'or (France), aux II écartelé en sautoir d'or aux quatre pals de gueules (Aragon) et d'argent à l'aigle de sable (Hohenstaufen), d'or à la croix de gueules cantonnée de seize alérions d'azur ordonnés 2 et 2 et chargée de cinq coquilles d'argent (Laval-Montmorency), au IV d'azur aux trois fleurs de lys d'or chargées d'un bâton de gueules péri en bande (Bourbon), sur le tout d'or, au chevron de gueules, accompagné de trois aigles d'azur, becquées et membrées de gueules (La Trémoille). | Louis II de La Trémoille, duc de Noirmoutier |
|        | Le duc de Lavedan, duché-pairie érigé en 1650, Ecartelé : au I, contre-écartelé d'or et de gueules ; au II, de gueules aux chaînes d'or posées en orle, en croix et en sautoir, chargées en cœur d'une émeraude au naturel (de Navarre) ; au III, d'or aux trois pals de gueules (de Foix) ; au IV, d'or aux deux vaches de gueules, accornées, colletées et clarinées d'azur, passant l'une sur l'autre (de Béarn) ; sur le tout, écartelé, aux 1 et 4 partis, a, d'azur à deux mortiers de guerre d'or, posés en pals, l'un sur l'autre (Montaud), b, de gueules, à quatre otelles d'argent, posées en sautoir (Comminges), 2 et 3, d'azur aux deux lièvres d'or bondissant l'un sur l'autre (Bénac). Le titulaire de ce fief était aussi : - Duc de Montault, duché-pairie érigé en 1660, | Philippe de Montaut-Bénac de Navailles |
|        | Le duc de Mortemart dit de Tonnay-Charente, duché-pairie érigé en 1650, Coupé d'un trait parti de trois autres qui font huit quartiers au 1 de gueules au croissant de vair (de Maure) au 2 d'azur à trois fleurs-de-lis d'or au bâton péri en bande de gueules (Bourbon) au 3 de gueules à neuf macles d'or (Rohan) au 4 burelé d'argent et d'azur de dix pièces à trois chevrons de gueules brochants sur le tout le premier écimé (La Rochefoucault) au 5 d'argent au guivre d'azur couronné d'or engoulant un enfant de gueules (Milan) au 6 de gueules aux chaînes de Navarre d'or (Navarre) au 7 de gueules au pal de vair (d'Escars) au 8 d'hermine plain (Bretagne) Sur le tout fascé enté de six pièces d'argent et de gueules. | Gabriel de Rochechouart de Mortemart |
|        | Le duc d'Arpajon, duché-pairie érigé en 1650, Écartelé : au 1, de gueules, à la croix de croix de Toulouse, vidée, clechée et pommetée d'or (Toulouse comtes de Lautrec) ; au 2, d'argent, à quatre pals de gueules, (Séverac[Lequel ?]) ; au 3, de gueules, à la harpe d'or (Arpajon) ; au 4, d'azur, à trois fleurs-de-lis d'or, au bâton noueux de gueules, péri en barre (Bourbon-Roussillon[Lequel ?]). Sur le tout de gueules, à la croix d'argent de l'Ordre de Malte ; la croix depuis le 30/5/1645. | Louis d'Arpajon |
|        | Le duc de Rosnay, duché-pairie érigé en 1651, Ecartelé : au I, semé de fleurs de lys d'or à un lambel à quatre pendantsde gueules brochant ; au II, d'or à quatre pals de gueules ; au III, parti, a, de sable à deux lépoards d'or, l'un sur l'autre, b, coupé, 1 burelé d'or et de sable, 2, de gueules à neuf macles d'or ordonnées 3, 3, 3, un lambel d'argent brochant ; au IV, de gueules à une croix ancrée de vair (de La Châtre) ; sur-le-tout de gueules, à un coq d'argent, crêté, membré et barbé d'or, portant au col un écusson d'azur, chargé d'une fleur-de-lis d'or. | François de L'Hospital |
|        | Le duc de La Vieuville, duché-pairie érigé en 1651, Fascé d'or et d'azur de huit pièces, à trois annelets de gueules brochant sur les deux premières fasces. Ecartelé, II et IV, d'argent à sept feuilles de houx aboutées 3, 3, 1 ; II et III, fascé d'or et d'azur, de huit pièces, à trois annelets de gueules, rangés en chef brochant sur les deux premières fasces (de La Vieuville). | Charles de La Vieuville |
|        | Le duc de Villemor, duché-pairie érigé en 1658, D'azur, au chevron d'or, accompagné en chef de deux étoiles du même et en pointe d'un mouton arrêté d'argent. | Pierre Séguier |
|        | Le duc de Cardona, duché-pairie érigé en 1651, Écartelé: aux 1 et 4, d'azur, à une tour d'argent (de la Mothe); aux 2 et 3, d'argent, à un lévrier rampant de gueules, colleté d'azur, bordé et bouclé d'or, accompagné de trois tourteaux de gueules (Houdancourt). Le titulaire de ce fief était aussi : - Duc de Fayel, duché-pairie érigé en 1653, | Philippe de La Mothe-Houdancourt |
|        | Le Duc de Béthune-Orval, duché-pairie érigé en 1651, D'argent à la fasce de gueules surmontée d'un lambel du même. | François de Béthune |
|        | Le Comte de Créquy, comté-pairie érigé en 1652, D'or à un crequier de gueules. | Charles III de Créquy |
|        | Duc de Bournonville, duché-pairie érigé en 1651, De sable, au lion d'argent, armé, lampassé et couronné d'or. Cimier : Casque couronné. | Alexandre Ier de Bournonville (1585-1656), Duc de Bournonville (1600 - création), Comte de Hénin-Liétard, Vicomte et Baron de Barlin et de Houllefort, Seigneur de Capres, Chevalier de la Toison d'or |
|        | Le Duc de Roquelaure[Lequel ?], duché-pairie érigé en 1652, Écartelé: aux 1 et 4, d'azur, à trois rocs d'échiquier d'argent (Roquelaure[Lequel ?]) ; aux 2 et 3, d'argent, à deux vaches passantes de gueules, accornées, colletées et clarinées d'azur, l'une sur l'autre, et au chef d'azur, chargé de trois étoiles d'or. Sur le tout d'azur au lion d'or (Bouzel-Roque-Espine). | Gaston Jean Baptiste de Roquelaure (1615-1683) |
|        | Le duc de Longueville, duché-pairie créé en 1654, D'azur aux trois fleurs de lys d'or brisé d'un lambel à trois pendants d'argent et en cœur d'un bâton de même péri en bande. | Henri II d'Orléans (1595-1663) |
|        | Le duc de Randan, duché-pairie érigé en 1661, Burelé d'argent et d'azur (de dix pièces), à trois chevrons de gueules brochant sur le tout, celui du chef écimé. | Marie-Catherine de La Rochefoucauld († 1677) |
|        | Le duc de Verneuil, duché-pairie érigé en 1663, D'azur aux trois fleurs de lys d'or et au bâton péri en barre de gueules. | Henri de Bourbon-Verneuil |
|        | Le duc d'Estrées, duché-pairie érigé en 1663, Écartelé en 1 et 4, d'argent au fretté de sable et au chef d'or chargée de trois merlettes de sable ; en 2 et 3, d'or au lion d'azur armé, lampassé et couronné de gueules. | François-Annibal d'Estrées |
|        | Le duc de Gramont, duché-pairie érigé en 1663, Ecartelé : I et IV, de gueules à trois fasces ondées d'or ; II et III, de gueules à trois jumelles d'argent : sur-le-tout écartelé, 1, d'or au lion d'azur, armé et lampassé de gueules ;, de gueules à trois flêches d'argent posées en pal, dards vers la pointe ; 3, d'or à un lévrier rampant de gueules, harnaché de sable, à un bordure de sable besanté d'argent ; 4, d'argent au chef endenté d'azur. | Antoine II de Gramont |
|        | Le duc de La Meilleraye, duché-pairie érigé en 1663, De gueules au croissant d'argent chargé de cinq mouchetures d'hermine. | Charles de La Porte |
|        | Le duc de Rethel-Mazarin, duché-pairie érigé en 1663, D'azur, à un faisceau des licteurs d'or, lié d'argent, la hache du même, à la fasce de gueules, brochant sur le tout et ch. de trois étoiles d'or. | Hortense Mancini |
|        | Le Duc de Villeroy, duché-pairie érigé en 1663, D'azur, au chevron accompagné de trois croisettes ancrées, deux en chef, une en pointe, le tout d'or. | Nicolas de Neufville de Villeroy |
|        | Le duc de Poix-Créquy, duché-pairie érigé en 1663, D'or, à un crequier de gueules. | Charles III de Créquy |
|        | Le duc de Saint-Aignan, duché-pairie érigé en 1663, Fascé d'argent et de sinople à six merlettes de gueules ordonnées 3,2,1 sur l'argent. Supports: deux cygnes. Devise: IN TUTO DEL CORE. | François Honorat de Beauvilliers |
|        | Le duc de Randan dit de Foix, duché-pairie érigé en 1663, Écartelé en 1 et 4 : d'or, aux trois pals de gueules et au 2 et 3 : d'or, aux deux vaches de gueules, accornées, colletées et clarinées d'azur, passant l'une sur l'autre. | Henri François de Foix-Candale (1639-1714) |
|        | Le Duc de La Roche-Guyon, duché-pairie érigé en 1663, Écartelé en 1 et 4, d'argent à une croix engrelée de gueules chargé de cinq coquilles d'or (Liancourt) ; en 2 et 3, d'argent à une fasce bandée d'or et de gueules (Pons). | Roger du Plessis-Liancourt |
|        | Le duc de Tresmes (en), renommé plus tard en duc de Gesvres (1670), duché-pairie érigé en 1663, Écartelé au 1 d’azur à la bande d’argent, accompagné de deux dragons qui est Baillet ; au 2 d’or, au chef de gueules chargé au franc quartier d’un écusson de Montmorency dont le premier quartier est chargé d’une étoile de sable qui est Aunoy; au 3 de Montmorency : au 4 d’argent au chef de gueules et au lion d’azur armé, lampassé et couronné d’or sur tout qui est Vendôme ancien et sur le tout de Potier qui est d’azur à deux mains dextre d’or au franc quartier échiqueté d’or et d’azur. | René Potier |
|        | Le duc de Noailles, duché-pairie érigé en 1663, De gueules, à la bande d'or. | Anne de Noailles |
|        | Le duc de Coislin, duché-pairie érigé en 1663, De gueules, à trois fasces échiqueté d'argent et d'azur de deux tires. | Armand du Cambout, duc de Coislin |
|        | Le duc de Choiseul, duché-pairie érigé en 1665, Écartelé, au Ier de gueules au lion d'or armé et lampassé d'azur, au IIe fascé d'or et de sable de six pièces, au IIIe d'argent à la fasce de gueules, au IVe d'or au lion de sable, un écusson d’azur à la croix d’or accompagné de dix-huit billettes du même, cinq et cinq en chef posées en sautoir, quatre et quatre en pointe posées deux et deux brochant sur le tout. | César Ier de Choiseul |
|        | Le Duc d'Aumont, duché-pairie érigé en 1665, Ecartelé : 1, d'argent au chevron de gueules accompagné de 7 merlettes de sable, 4 en chef et 3 en pointe, ces dernières mal ordonnées (d'Aumont) ; 2, de gueules, à la croix fleurdelisée d'or, cantonnée de douze billettes du même (de Villequier) ; 3, contre-écartelé : a et d, d'or à trois chabots de gueules (de Chabot) ; b, d'argent, au lion de gueules, la queue fourchée passée en sautoir, armé, lampassé et couronné d'or (de Luxembourg) ; c, de gueules à l'étoile à seize branches d'argent (des Baux) ; 4, fascé, ondé d'argent et de gueules de 6 pièces(de Rochechouart) ; sur-le-tout de gueules, au chef échiqueté d'azur et d'argent de deux tires (de Rochebaron). | Antoine d'Aumont de Rochebaron (1601-1669) |
|        | Le duc de La Ferté-Senneterre, duché-pairie érigé en 1665, D'azur, à cinq fusées d'argent, rangées en fasce. | Henri de Saint-Nectaire |
|        | Le duc de Montausier, duché-pairie érigé en 1665, D'argent, à la fasce de gueules. | Charles de Sainte-Maure, duc de Montausier |
|        | Le duc de La Vallière, duché-pairie érigé en 1667, Coupé de gueules et d'or, au léopard lionné de sable sur l'or et d'argent sur le gueules. | Louis César de La Baume Le Blanc, duc de La Vallière |
|        | Le duc de Roannais (dit de La Feuillade), duché-pairie érigé en 1667, D'or, à la croix ancrée de gueules. Casque timbré d'une couronne ducale. | François III d'Aubusson |
|        | Le Duc de Duras, duché-pairie érigé en 1668, Écartelé: aux 1 et 4, d'argent, à la bande d'azur (de Durfort) ; aux 2 et 3, de gueules, au lion d'argent (Lomagne). Tenants: deux anges. | Jacques Henri de Durfort |
|        | Le duc du Lude, duché-pairie érigé en 1675, D'azur, à la croix engrelée d'argent. | Henri de Daillon (ap.1622-1685) |
|        | Le duc de Nemours, duché-pairie érigé en avril 1672, D'azur à trois fleurs de lis d'or au lambel d'argent (d'Orléans) | Philippe d'Orléans (1640-1701) |
|        | Le Duc d'Aubigny, duché-pairie érigé en 1684, Fascé d'argent et d'azur. | Louise Renée de Penancoët de Keroual |
|        | Le duc de Béthune-Chârost, duché-pairie érigé en 1690, D'argent, à la fasce de gueules surmontée d'un lambel du même. | Louis de Béthune-Chârost (1605-1681) |
|        | Le duc de Saint-Cloud, duché-pairie érigé en 1674 au profit de l'Archevêque de Paris et ses successeurs à cette fonction, Ecartelé : au I, parti, a d'or, à une fasce échiquetée d'argent et de gueules de trois tires (de La Marck), b, d'azur, à un écusson d'argent bordé d'or, accompagné de huit croisettes d'or en orle, 3, 2 et 3 (de Brézé) ; au II, parti, a, d'argent à trois fasce de gueules, b, d'azur, à trois fleurs-de-lis d'or, au bâton de gueules posé en barre (de Bourbon[Lequel ?]) ; III, parti, a, d'azur semé de croisettes recroisetées au pied fiché d'or, un lion d'argent brochant (de Commercy), b, palé d'or et de gueules ; IV, parti, a, écartelé d'un fuselé en bande d'argent et d'azur, et de sable, à un lion d'or (du Palatinat), b, d'azur à sept besant d'argent, un chef d'or (de Poitiers-Valentinois) ; sur-le-tout, d'argent, à deux pals de sable (Nicolas de Harlay de Sancy). | François III de Harlay et ses successeurs |
|        | Le duc de Penthièvre, duché-pairie érigé en 1697, éteint en 1793 D'azur, aux trois fleurs de lys d'or et au baton péri de gueules. Le titulaire de ce fief était aussi : - duc de Châteauvillain entre 1703 et 1793 - duc de Rambouillet entre 1711 et 1793 - comte d'Eu entre 1775 et 1793 - duc d'Aumale et de Gisors entre 1776 et 1793 - duc d'Amboise entre 1787 et 1793 | Louis-Alexandre de Bourbon, comte de Toulouse |

### Pairiesérigées auXVIIIesiècle
| Figure | Pairie et blasonnement | Bénéficiaire de l'érection                      |
| ------ | --- | ----------------------------------------------- |
|        | Le duc de Châteauvillain, duché-pairie érigé en 1703, éteint en 1793 Voir la Liste des comtes et ducs de Penthièvre | Louis-Alexandre de Bourbon, comte de Toulouse   |
|        | Le duc et la duchesse de Guise, duché-pairie érigé en 1704, éteint d.j. en 1830 Voir duc d'Enghien | Anne de Bavière et Henri-Jules de Bourbon-Condé |
|        | Le duc de Boufflers, duché créé en 1695, pairie érigée en 1708, les deux éteints en 1751 D'argent aux trois molettes de gueules, accompagnées de neuf croisettes recroisetées du même, trois en chef, trois en fasce et trois en pointe ordonnées 2 et 1. | Louis François de Boufflers                     |
|        | Le duc de Villars, duché-pairie érigé en 1709, éteint en 1777 D'azur, à trois molettes d'or, au chef d'argent, chargé d'un lion léopardé de gueules. | Claude Louis Hector de Villars                  |
|        | Le duc d'Harcourt, duché-pairie érigé en 1709, De gueules à deux fasces d'or. | Henry d'Harcourt                                |
|        | Le Duc de Fitz-James, duché-pairie érigé en 1710, éteint d.j. en 1967 Ecartelé : aux I et IV contre-écartelé d'azur à trois fleurs de lys d'or (de France) et de gueules à trois léopards d'or (d'Angleterre) ; au II d'or, au lion de gueules, au double trescheur fleuronné et contre-fleuronné du même (d'Écosse) ; au III d'azur, à la harpe d'or, cordée d'argent (d'Irlande) ; à la bordure componée de douze pièces d'azur et de gueules, chaque pièce d'azur chargée d'une fleur-de-lys et chaque pièces de gueules chargée d'un léopard d'or. | Jacques Fitz-James                              |
|        | Le duc d'Alençon, duché-pairie créé en 1710 et éteint en 1714 D'azur à trois fleurs de lys d'or, à la bordure engrelée de gueules. | Charles, duc de Berry                           |
|        | Le duc d'Angoulême, duché-pairie créé en 1710 et éteint en 1714 Voir la Liste des comtes puis ducs d'Alençon | Charles, duc de Berry                           |
|        | Le duc d'Antin, duché-pairie érigé en 1711, éteint en 1757 Coupé : I, parti de quatre, 1, d'argent, au lion de gueules, accompagné de sept écussons du même mis en orle chacun chargé d'une fasce d'or ; 2, d'azur au lion d'or armé et lampassé de gueules ; 3, d'azur à la cloche d'argent, son battant de sable ; 4, d'azur à trois flammes d'argent posées en pal ; 5, d'argent, à trois fasces ondées d'azur (Pardaillan) ; II, parti de trois, 1, de gueules à un vase d'or (Orbessan) ; 2, d'or à trois pals de gueules ; 3, d'or à une clef de sable posées en pal, penon en chef, addextré de trois tourteaux de gueules ; 4, fascé ondé d'argent et de gueules (de Rochechouart); sur-le-tout, d'or au château de gueules, maçonné de sable, sommé de trois tours, surmonté de trois têtes de Maure de sable tortillées d'argent (de la vicomté de Castillon). | Louis-Antoine de Pardaillan de Gondrin          |
|        | Le duc de Rambouillet, duché-pairie érigé en 1711, éteint en 1793 Voir la Liste des comtes et ducs de Penthièvre | Louis-Alexandre de Bourbon, comte de Toulouse   |
|        | Le duc de Chaulnes, duché-pairie érigé en 1711 De gueules, à deux branches d'alisier d'argent, passées en double sautoir, au chef échiqueté d'azur et d'argent (d'Ailly), à un écusson d'or, au lion de gueules, armé, lampassé et couronné d'azur (d'Albert) pendant du chef | Louis-Auguste d'Albert d'Ailly                  |
|        | Le duc de Rohan-Rohan, duché-pairie érigé en 1714, éteint en 1787 De gueules à neuf macles d'or, ordonnées 3,3,3. | Hercule Mériadec de Rohan-Soubise               |
|        | Le duc de Joyeuse, duché-pairie créé en 1714, éteint en 1724 | Louis II de Melun                               |
|        | Le duc d'Hostun (dit parfois de Tallard), duché-pairie érigé en 1715, éteint en 1755 De gueules, à la croix engrêlée d'or. | Camille d'Hostun                                |
|        | Le duc de Roannais (dit de La Feuillade), duché-pairie érigé en 1716, D'or, à la croix ancrée de gueules. Casque timbré d'une couronne ducale. | Louis d'Aubusson                                |
|        | Le duc de Valentinois, créé en 1716, éteint en 1949 À partir de 1731, le titulaire de ce fief est aussi prince de Monaco. | Jacques Goyon de Matignon                       |
|        | Le duc de Biron, duché-pairie créé en 1723, éteint d.j. en 1793 Écartelé d'or et de gueules, l'écu en bannière. | Charles-Armand de Gontaut-Biron                 |
|        | Le duc de Lévis, duché-pairie érigé en 1723, éteint en 1734 D'or à trois chevrons de sable. | Charles-Eugène de Lévis-Charlus                 |
|        | Le duc de la Vallière, duché-pairie créé en 1723 et éteint en 1780 coupé de gueules et d'or au lion léopardé coupé d'argent et de sable | Charles François de La Vallière                 |
|        | Le duc de Mercœur, duché-pairie créé en 1723, éteint en 1770 À partir de 1727, le titulaire de ce fief est prince de Conti | Louis-François de Bourbon-Conti                 |
|        | Le duc de Châtillon, duché-pairie érigé en 1736, éteint en 1762 de gueules à trois pals de vair, au chef d'or | Alexis de Châtillon                             |
|        | Le duc de Fleury, duché-pairie érigé en 1736, éteint d.j. en 1815 Écartelé: au 1, d'argent, à un bouquet de trois roses de gueules, tigées et feuillées de sinople, 1 et 2 (Rosset) ; au 2, de gueules, au lion d'or (Lasset) ; au 3, écartelé d'argent et de sable (Vissec de Latude) ; au 4, d'azur, à trois rocs d'échiquier d'or (Rocozel). Sur le tout d'azur à trois roses d'or (Fleury). | Jean Hercule de Rosset de Rocozel (1683-1748)   |
|        | Le duc de Gisors, duché de 1742, pairie érigée en 1748, puis, en 1759 duc de Belle-Isle, éteint en 1761, Écartelé: aux 1 et 4, d'argent, à un écureuil rampant de gueules (Fouquet[Lequel ?]) ; aux 2 et 3, d'or, à trois chevrons de sable (Lévis). Devise: QUO NON ASCENDET ? (En qualité de prince du Saint-Empire, il portait ces armes sur l'estomac d'une aigle éployée de sable, becquée et membrée d'or, surmontée d'une couronne impériale. Manteau de gueules, doublé d'hermine, sommé d'une couronne à cinq fleurons). | Charles Louis Auguste Fouquet de Belle-Isle     |
|        | Le Duc de Duras, duché de 1689, pairie érigée en 1756, Écartelé: aux 1 et 4, d'argent, à la bande d'azur (de Durfort) ; aux 2 et 3, de gueules, au lion d'argent (Lomagne). Tenants: deux anges. | Jean-Baptiste de Durfort                        |
|        | Le duc de Stainville (dit de Choiseul), duché-pairie érigé en 1758, éteint en 1785 D'azur à la croix d'or, cantonnée de dix-huit billettes du même, cinq dans chaque canton du chef, ordonnées 2, 1 et 2, et quatre dans chaque canton de la pointe, ordonnées 2 et 2 (de Choiseul). ou D'azur, à la croix d'or, cantonnée de vingt billettes du même, cinq dans chaque canton, 2, 1 et 2 (de Choiseul), sur le tout un écusson d'or, à la croix ancrée de gueules (Stainville). Supports: deux lions. ou Écartelé: aux 1 et 4, d'azur, à la croix d'or, cantonnée de vingt billettes du même, cinq dans chaque canton, 2, 1 et 2 (de Choiseul) ; aux 2 et 3, d'or, à la croix ancrée de gueules (de Stainville). Supports: deux lions. | Étienne-François de Choiseul                    |
|        | Le duc de La Vauguyon, duché-pairie érigé en 1756, éteint d.j. en 1837 Écartelé: au 1, parti: a. d'argent au sautoir de gueules (Stuer); b. d'or à quatre cotices de gueules (Caussade); aux 2 et 3, d'azur, à trois fleurs-de-lis d'or, et au bâton de gueules, posé en bande et ch. de trois lions d'argent (Bourbon-Carency); au 4, de gueules, au pal de vair et à la bordure engrêlée d'argent (Pérusse des Cars-Carency). Sur le tout d'argent à trois feuilles de houx de sinople (Quélen). Casque timbré d'une couronne fleurdelisée. | Antoine de Quélen de Stuer de Caussade          |
|        | Le duc de Praslin, duché-pairie érigé en 1762, Écartelé, au I et IV d'azur à la croix d'or, cantonnée de dix-huit billettes du même, cinq dans chaque canton du chef, ordonnées 2, 1 et 2, et quatre dans chaque canton de la pointe, ordonnées 2 et 2 (de Choiseul) ; au II et III, de gueules au lion couronné d'or. | César Gabriel de Choiseul-Praslin               |
|        | Le duc de Choiseul d'Amboise, duché-pairie érigé en 1764, éteint en 1785 Voir le duc de Stainville, dit de Choiseul | Étienne-François de Choiseul                    |
|        | Le duc d’ Anjou, duché-pairie érigé en 1771, D'azur aux trois fleurs de lys d'or à la bordure engrelée de gueules. Le titulaire de ce fief était aussi : - Duc d'Alençon entre 1774 et 1793 - Duc de Brunoy entre 1777 et 1786 | Louis Stanislas Xavier, comte de Provence       |
|        | Le duc d’ Angoulême, duché-pairie érigé en 1773 D'azur aux trois fleurs de lys d'or à la bordure bastillée de gueules. Le titulaire de ce fief était aussi : - Duc de Mercœur et d’Auvergne entre 1773 et 1778 - Duc de Berry et de Châteauroux entre 1776 et 1789 | Charles, comte d'Artois                         |
|        | Le duc de Mercœur, duché-pairie érigé en 1773, éteint en 1778 Voir Duc d'Angoulême | Charles, comte d'Artois                         |
|        | Le duc d'Auvergne, duché-pairie érigé en 1773, éteint en 1778 Voir Duc d'Angoulême | Charles, comte d'Artois                         |
|        | Le duc d'Alençon, duché-pairie érigé en 1774 Voir Liste des comtes et ducs d'Anjou | Louis Stanislas Xavier, comte de Provence       |
|        | Le duc de Clermont-Tonnerre, duché de 1755, pairie érigée en 1775, De gueules, à deux clés d'argent passées en sautoir. | Gaspard de Clermont-Tonnerre                    |
|        | Le comte d'Eu, comté-pairie érigé en 1775, éteint en 1793 Voir la Liste des comtes et ducs de Penthièvre | Louis de Bourbon, duc de Penthièvre             |
|        | Le duc d'Aumale, duché-pairie érigé en 1776, éteint en 1793 Voir la Liste des comtes et ducs de Penthièvre | Louis de Bourbon, duc de Penthièvre             |
|        | Le duc de Gisors, duché-pairie érigé en 1776, éteint en 1793 Voir la Liste des comtes et ducs de Penthièvre |                                                 |
|        | Le duc de Berry, duché-pairie érigé en 1776 Voir Duc d'Angoulême | Charles, comte d'Artois                         |
|        | Le duc de Châteauroux, duché-pairie érigé en 1776 Voir Duc d'Angoulême | Charles, comte d'Artois                         |
|        | Le duc de Brunoy, duché-pairie érigé en 1777, éteint en 1786 voir Liste des comtes et ducs d'Anjou | Louis Stanislas Xavier, comte de Provence       |
|        | La duchesses de Louvois, duché-pairie érigé en 1777, éteint d.j. en 1800 D'azur, à trois fleurs de lys d'or. | Madame Adelaïde Madame Sophie                   |
|        | Le duc de Choiseul, duché-pairie érigé en 1787, éteint d.j. en 1838 | Claude de Choiseul-Beaupré                      |
|        | Le duc de Coigny, duché de 1747, pairie érigée en 1787, éteint d.j. en 1865 De gueules, à la fasce d'or, chargée de trois étoiles d'azur, accompagnée de trois croissant du deuxième. | François Henri de Franquetot de Coigny          |
|        | Le duc d'Amboise, duché-pairie érigé en 1787, éteint en 1793 Voir la Liste des comtes et ducs de Penthièvre | Louis de Bourbon, duc de Penthièvre             |
|        | Le duc d'Avaray, duché-pairie érigé en 1799, par le gouvernement royal en exil D'azur à une fasce d'or, chargée de deux étoiles de gueules et accompagnée en pointe d'une coquille d'or. Autorisé par lettres patentes du 24 septembre 1801 (données à Mittau) à charger ses armes d’un écu de France | Antoine Louis François de Béziade               |

En 1789, il y avait 43 pairs dont 6 princes du sang.

### Pairiesérigées auXIXesiècle
De 1814 à 1830 le nombre des pairs passa de 154 à 365.